# 埃及足球協會
埃及足球協會是專門管轄埃及足球事務的組織。埃及足球協會成立於1921年，並在1923年加入國際足協。此外，它還是非洲足協、北非洲足球協會聯會和阿拉伯足球協會聯會的成員之一。

## 外部連結
- 官方網頁（页面存档备份，存于）
- 國際足協網頁（页面存档备份，存于）
- 非洲足協網頁（页面存档备份，存于）